# Walter Tenger
Walter Tenger fue un deportista suizo que compitió en remo como timonel. Ganó una medalla de plata en el Campeonato Europeo de Remo de 1923, en la prueba de ocho con timonel.

## Palmarés internacional
| Campeonato Europeo | Campeonato Europeo | Campeonato Europeo | Campeonato Europeo |
| Año                | Lugar              | Medalla            | Prueba             |
| ------------------ | ------------------ | ------------------ | ------------------ |
| 1923               | Como (Italia)      | Medalla de plata   | Ocho con timonel   |